# Scaphosepalum decorum
Scaphosepalum decorum är en orkidéart som beskrevs av Carlyle August Luer och Rodrigo Escobar. Scaphosepalum decorum ingår i släktet Scaphosepalum och familjen orkidéer. Inga underarter finns listade i Catalogue of Life.